# Norman Schenz
Norman Schenz (Vienna, 1977) è un giornalista, conduttore radiofonico e conduttore televisivo austriaco.

## Biografia
Norman Schenz è stato direttore dei programmi della stazione radio Antenne Wien, membro fondatore del quotidiano Österreich e dal 2011 è capo redattore e reporter del Kronen Zeitung.
La sua area di competenza riguarda le personalità di rilievo internazionale ed europeo, in particolare le celebrità e l'alta nobiltà austriaca e dell'Europa centrale, tra Amburgo e nord Italia. Molti suoi contatti appartengono al mondo della cultura, dello sport e dell'alta società. Schenz è considerato uno dei giornalisti meglio informati sulla società dell'Europa centrale.
Suo padre era il noto giornalista austriaco Marco Schenz, autore di numerosi libri, tra i quali Il presidente federale Rudolf Kirchschläger e My Romy (su Romy Schneider).